# Нижні Патринці
Ни́жні Па́тринці — ботанічний заказник загальнодержавного значення в Україні. Розташований у межах Кам'янець-Подільського району, за 4 км на південний захід від села Патринці. 
Площа 80 га. Користувач — Національний природний парк «Подільські Товтри» (ДП «Кам'янець-Подільський лісгосп», Староушицьке л-во, кв. 41, вид. 1-24), підпорядкований Міністерству охорони навколишнього природного середовища України. Заповіданий рішенням Облради № 226 від 04.09.1980 року. 
Територія — частково заліснений схил берега річки Студениці. Зростають цінні лікарські рослини: горицвіт весняний, цмин пісковий, дев'ятисил високий, звіробій, вероніка, вероніка лікарська та інші. 
Ботанічний заказник «Нижні Патринці» входить до складу природно-заповідного фонду України, який охороняється як національне надбання, є складовою частиною системи природних територій та об'єктів, що перебувають під особливою охороною. 
Входить до складу національного природного парку «Подільські Товтри».

## Мета створення
Головним завданням заказника є збереження лікарських видів рослин. (Ст.25. З. У. про ПЗФ України).